# 洪城地震
洪城地震（韓語：홍성 지진），是發生在1978年10月7日韓國忠清南道洪城郡的地震。

## 原因
1978年10月7日下午6時21分，在韓國忠清南道西北部發生震度5級的地震，歷時約3分9秒，洪城郡洪城邑一帯受損嚴重。

## 損害
洪城邑於地震後有2840棟建築物出現龜裂，韓國指定文化遺產史跡234号洪州城郭崩塌，洪城郡廳等500個公共機關建築物破損嚴重，推定損失達3億美元(當時)。